# Mirach
Mirach (β And / β Andromedae / Beta Andromedae) è una stella nella costellazione di Andromeda, la seconda per luminosità dopo Alpheratz.
Il nome Mirach, così come i suoi derivati Merach, Mirac, Mirak e Mirar, provengono dall'arabo المراق al-maraqq, che significa "la schiena". Nell'astronomia araba veniva descritta anche come il "lato destro di Andromeda" e chiamata Al Janb al Musalsalah, "il lato delle donne incatenate".

## Osservazione
β Andromedae è posizionata a nord-est del Quadrato di Pegaso, ed è una stella situata nell'emisfero boreale. La sua posizione moderatamente boreale fa sì che questa stella sia osservabile specialmente dall'emisfero nord, in cui si mostra alta nel cielo nella fascia temperata; dall'emisfero australe la sua osservazione risulta invece più penalizzata, specialmente al di fuori della sua fascia tropicale, sebbene sia visibile da tutti gli osservatori posti a nord di 54° S.  La sua magnitudine pari a +2,1 le permette di essere facilmente individuata anche da centri urbani di dimensioni medie.
Il periodo migliore per la sua osservazione nel cielo serale ricade nei mesi compresi fra settembre e febbraio; nell'emisfero nord è visibile anche per un periodo maggiore, grazie alla declinazione boreale della stella, mentre nell'emisfero sud può essere osservata solo durante i mesi della tarda primavera e inizio estate australi.
La galassia NGC 404, conosciuta anche come il Fantasma di Mirach, è visibile a 7 arcominuti dalla stella.
Mirach ha pure la particolarità di essere visibile nel cielo notturno tra le due grandi galassie più vicine alla Terra, quella di Andromeda e quella del Triangolo.

## Caratteristiche fisiche
Mirach è una gigante rossa di classe M0. Ha una massa 3-4 volte quella del Sole ed un raggio ben 90 volte superiore. Con una temperatura superficiale di soli 3800 K, non è lontana dal concludere la propria esistenza come nana bianca. La sua luminosità varia da magnitudine +2,01 a +2,1 ed è pertanto classificata come sospetta variabile semiregolare.
Mirach ha una debole compagna di magnitudine 14 separata di almeno 1700 UA, oltre 40 volte la distanza media tra il Sole e Plutone. Vista dai dintorni della compagna, Mirach apparirebbe più luminosa di 120 lune piene.